# Beeldenroute Brettensuite
Beeldenroute Brettensuite is een beeldenroute op het Brettenpad, een fiets- en wandelroute tussen het Westerpark in Amsterdam-West en Halfweg, grotendeels gelegen in Lange Bretten. De beeldenroute bestaat uit 20 beeldhouwwerken van Herbert Nouwens. 
Nouwens voerde zijn atelier in de voorafgaande jaren op het terrein van de Westergasfabriek, die in het westen aansluit op het Westerpark. Tijdens de sanering van het terrein moest hij vertrekken en vond in het Groningse Slochteren nieuwe werkruimte. Sommige van zijn beelden kwamen echter terug vanuit Slochteren, nadat ze te zien waren geweest tijdens de expositie Angel’s share. Tijdens de sanering vond er namelijk overleg plaats tussen Nouwens en het bestuur van Stadsdeel Amsterdam-West, die het Brettenpad meer wilde laten opvallen. Nouwens kon in 2014 in overleg de beelden plaatsen op plekken die in zijn ogen behoefte hadden aan een markeringspunt. Hij keek daarbij tevens of het geplaatste beeld in haar omgeving paste. De beelden vormen ieder een eigen kunstwerk, maar vormen ook één geheel, aldus Nouwens. Zo is nummer 17 in de reeks getiteld Aarde. Hij trok een parallel met de muziekterm suite, los te spelen stukjes die ook samen uitgevoerd kunnen worden (of andersom).

## Fotogalerij

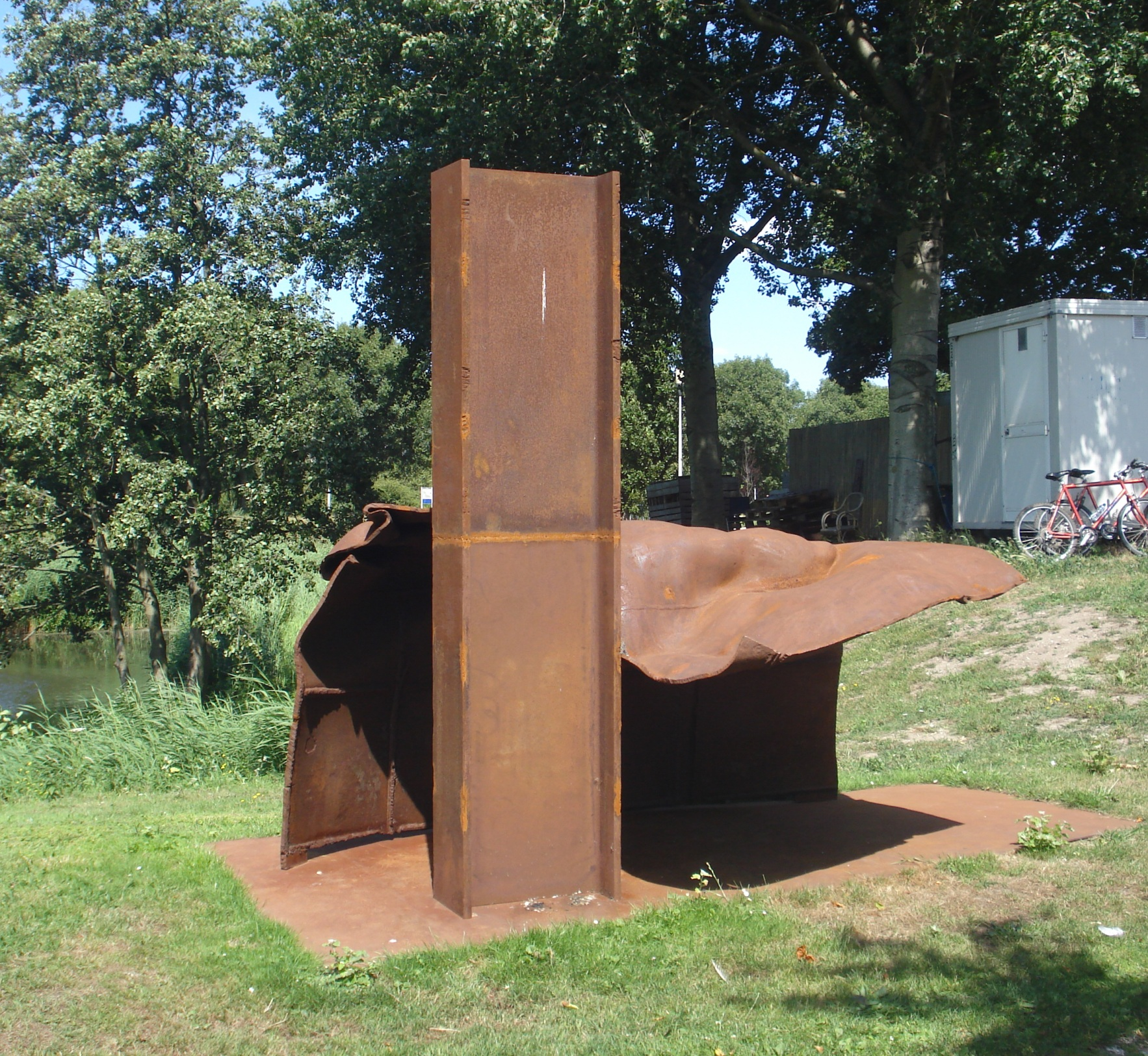
Herbert Nouwens - Brettensuite1
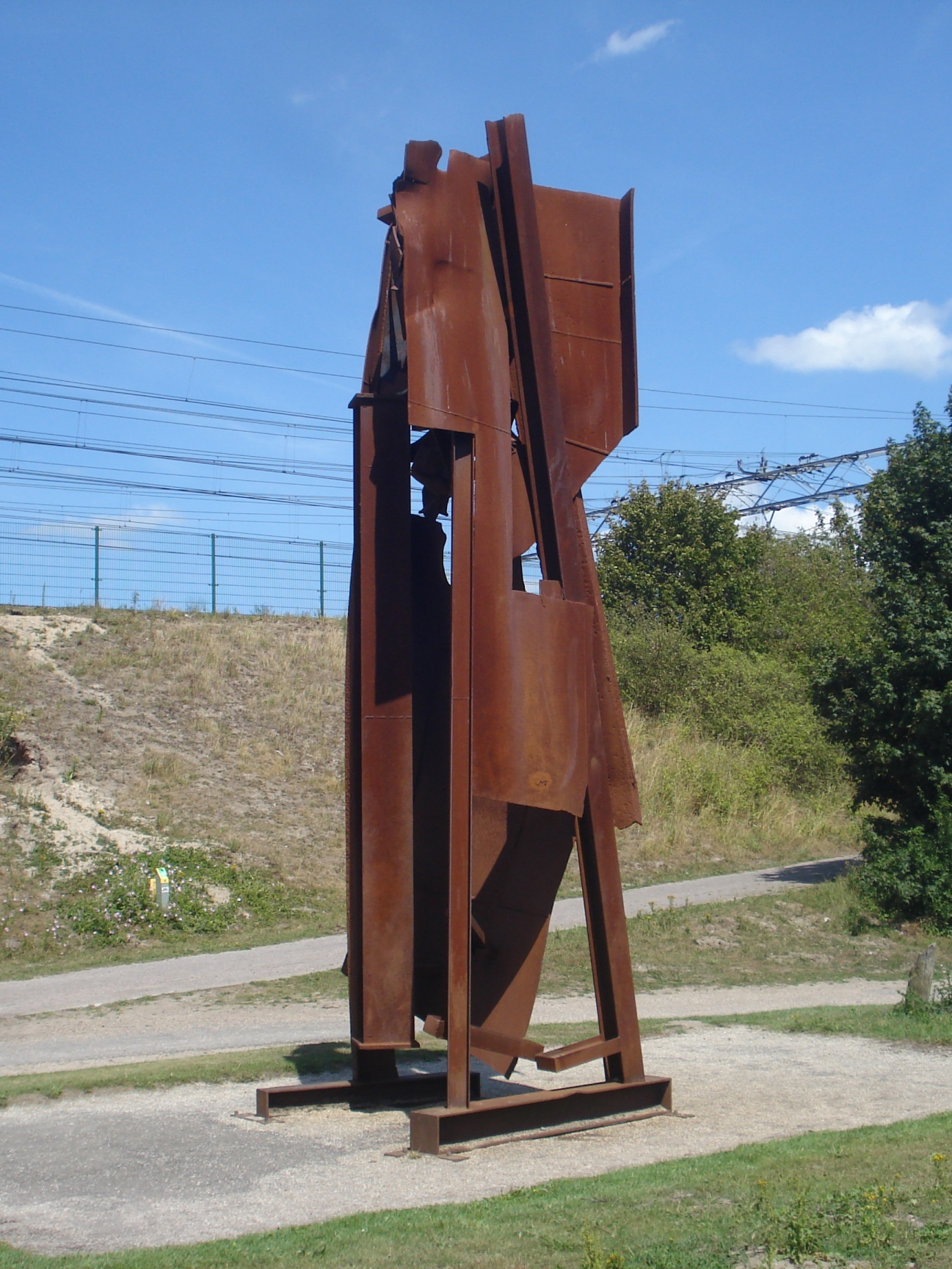
Herbert Nouwens - Brettensuite2
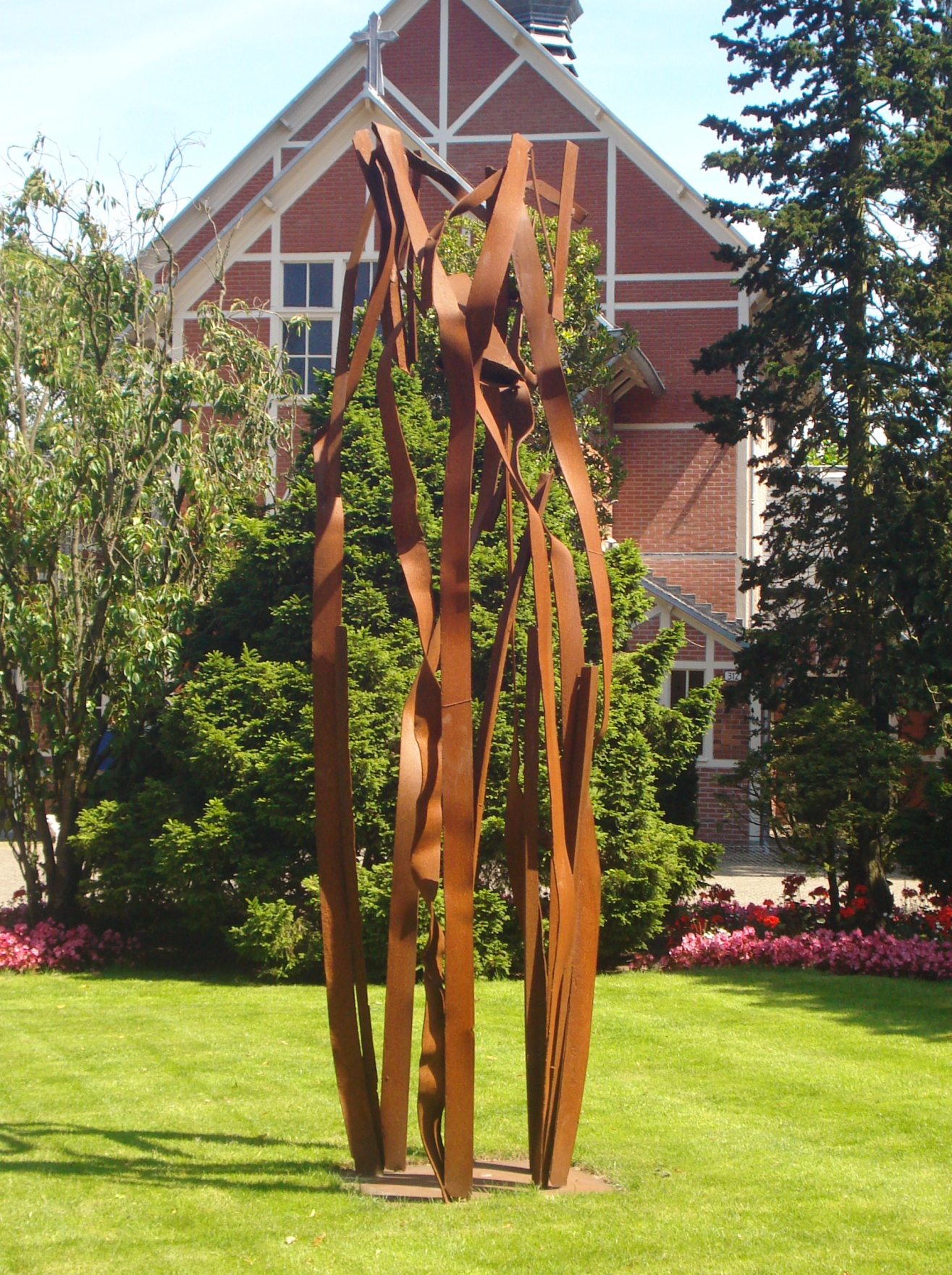
Herbert Nouwens - Brettensuite3
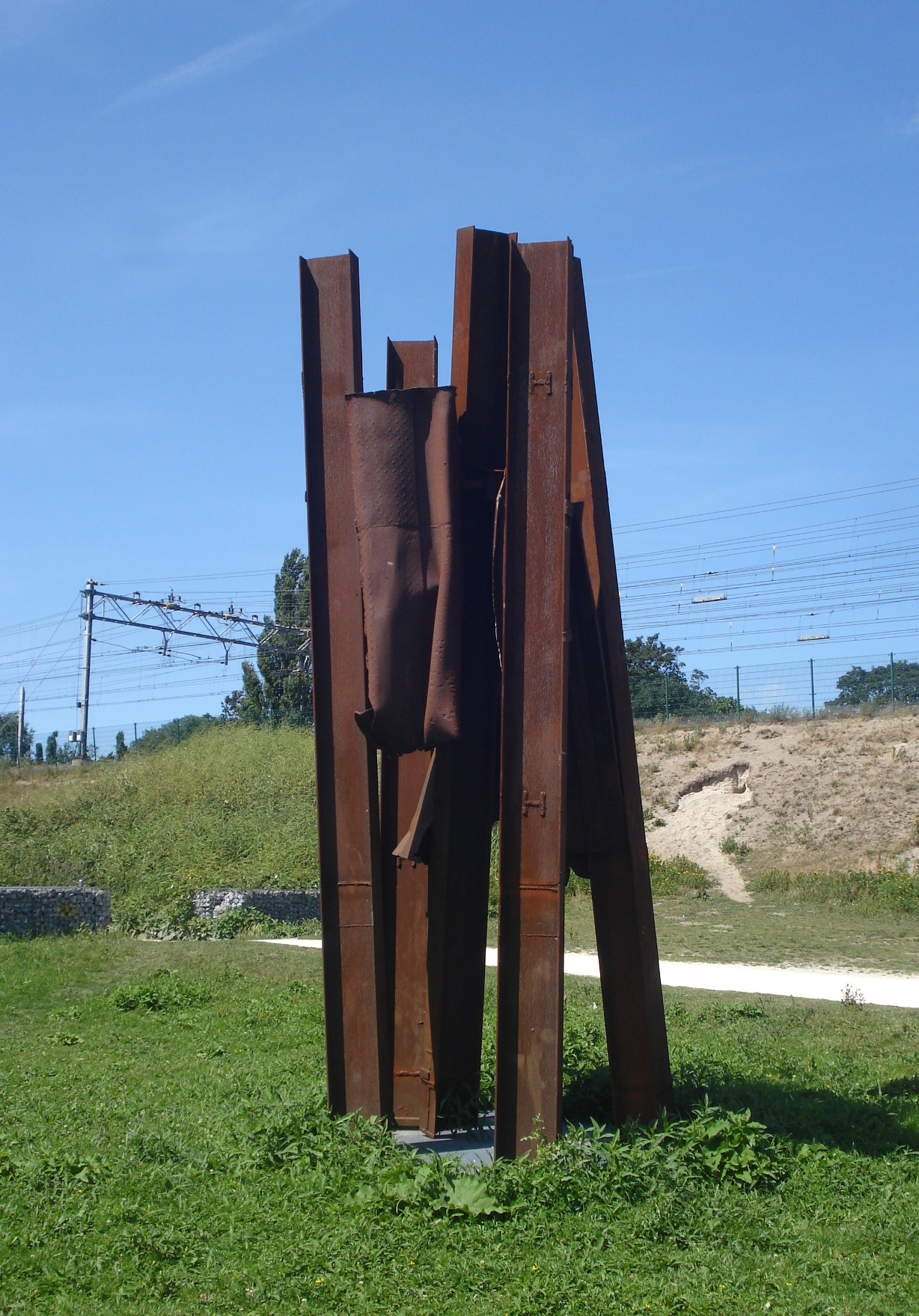
Herbert Nouwens - Brettensuite4
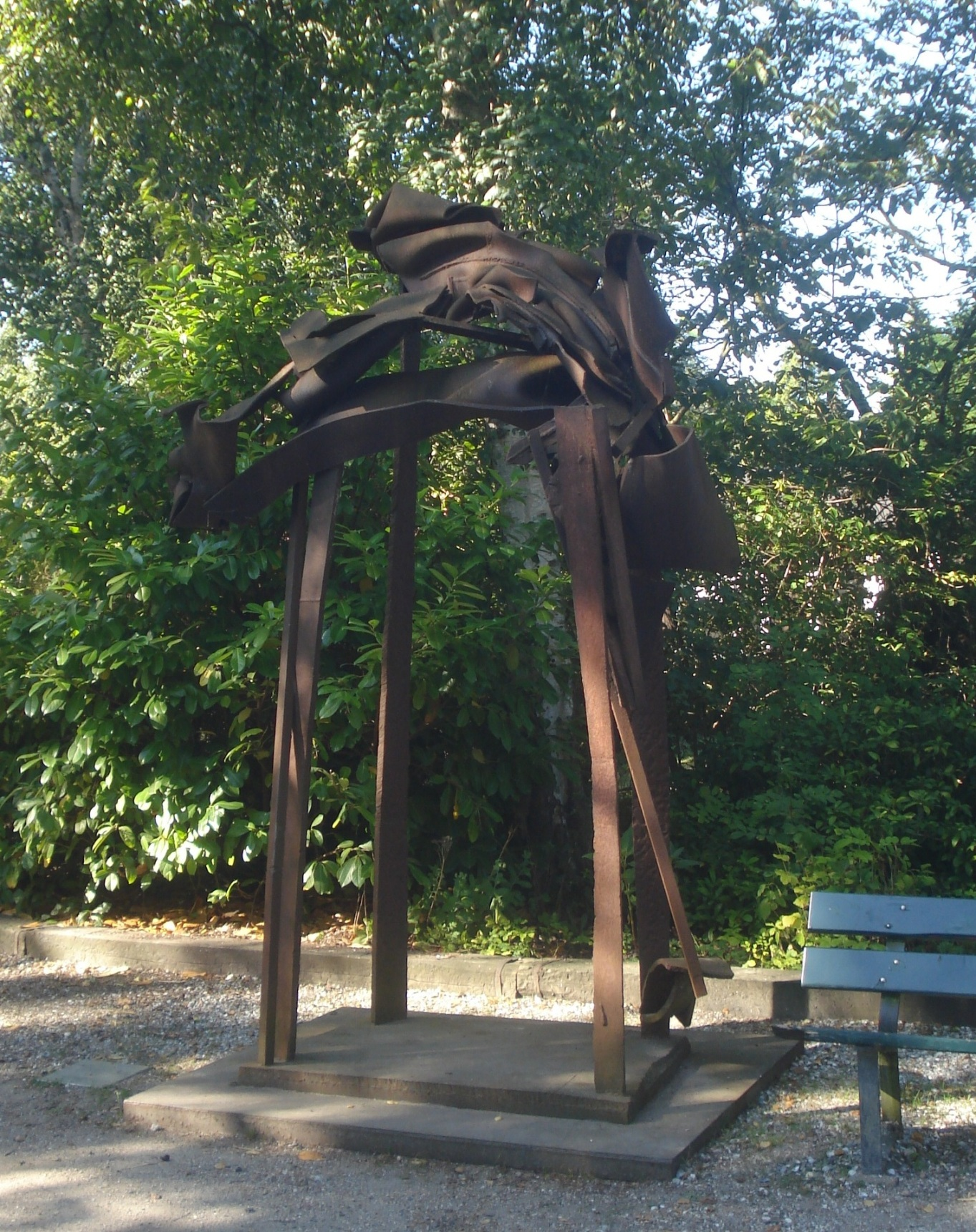
Herbert Nouwens - Brettensuite5
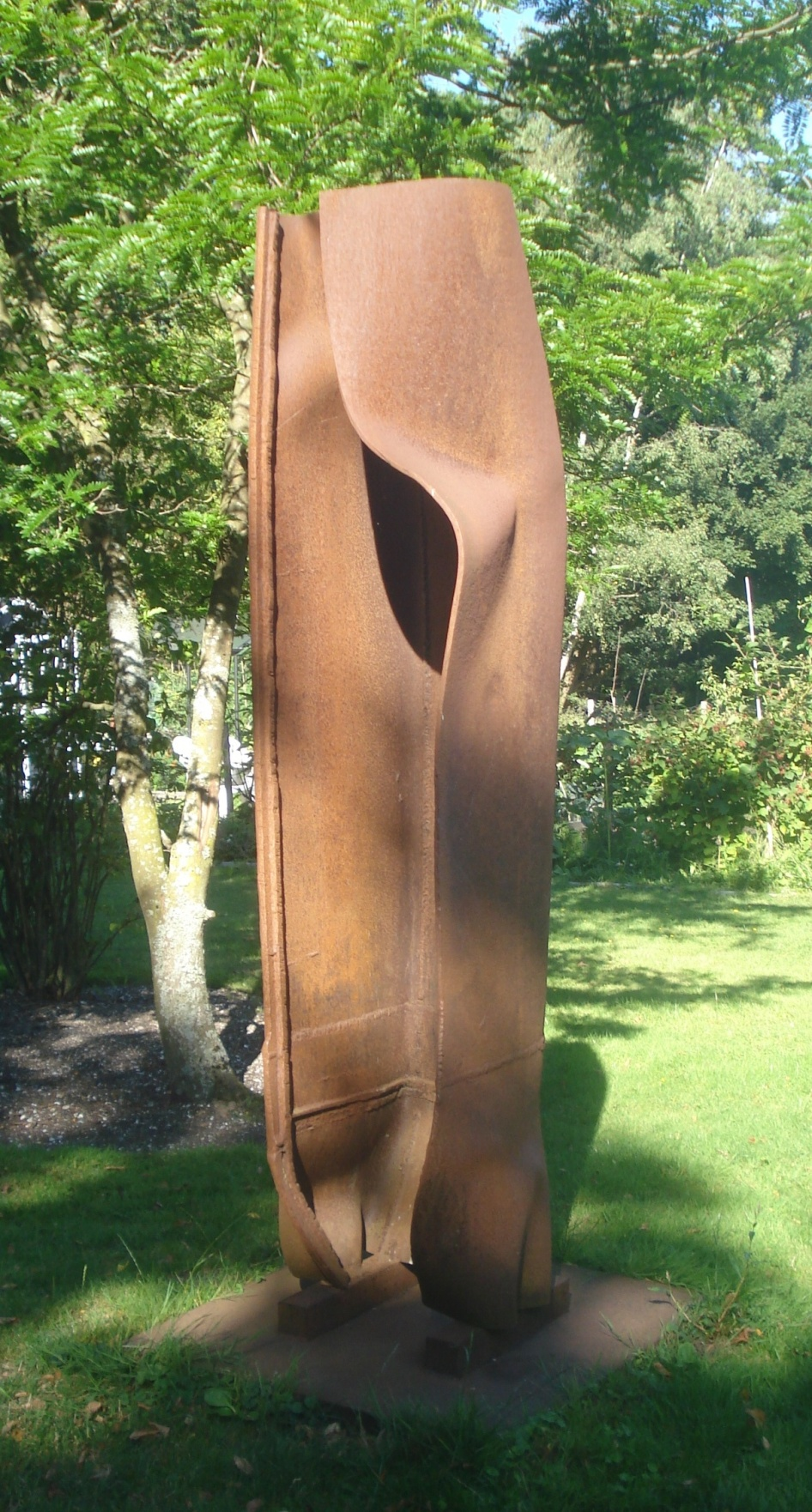
Herbert Nouwens - Brettensuite6
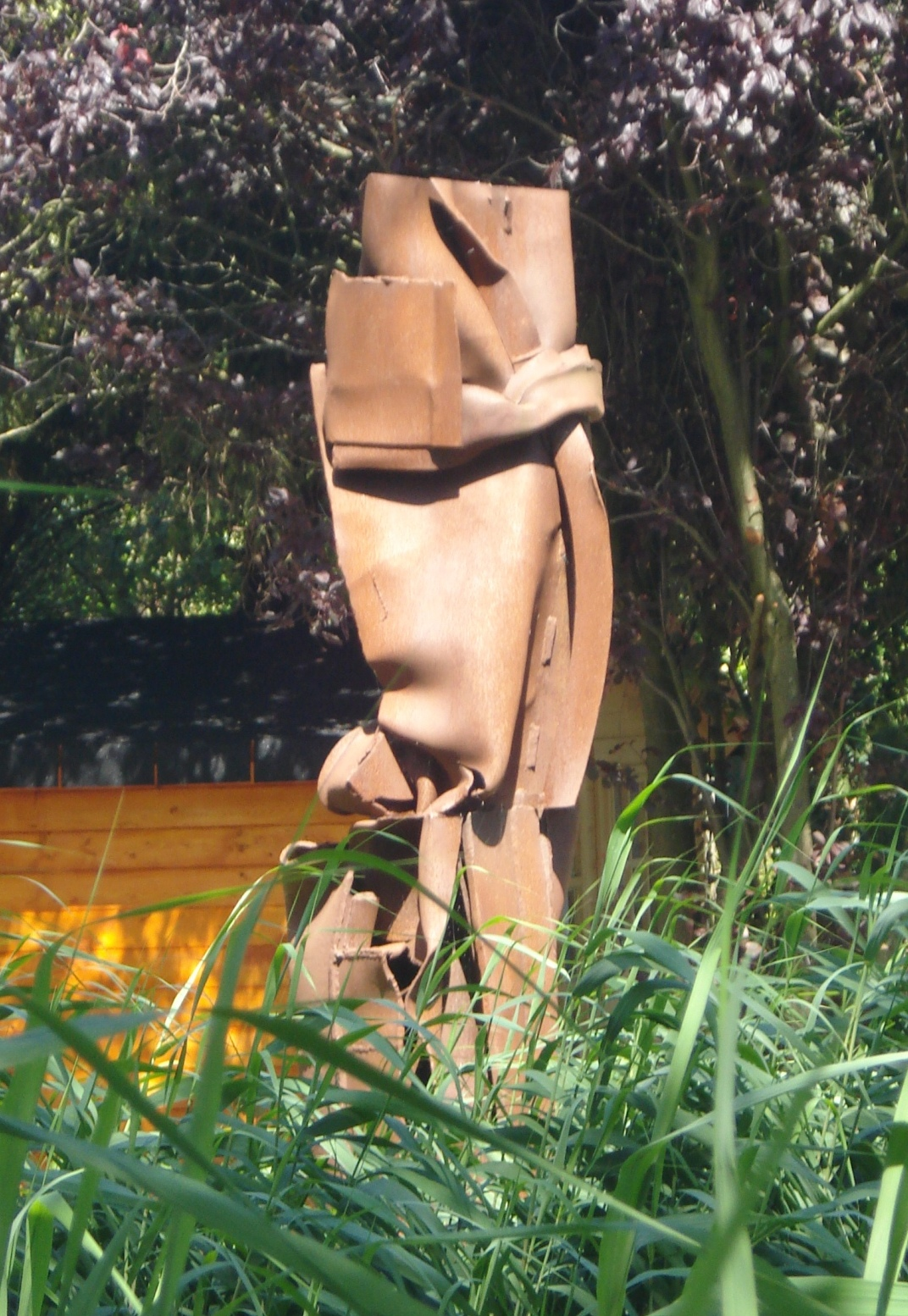
Herbert Nouwens - Brettensuite7
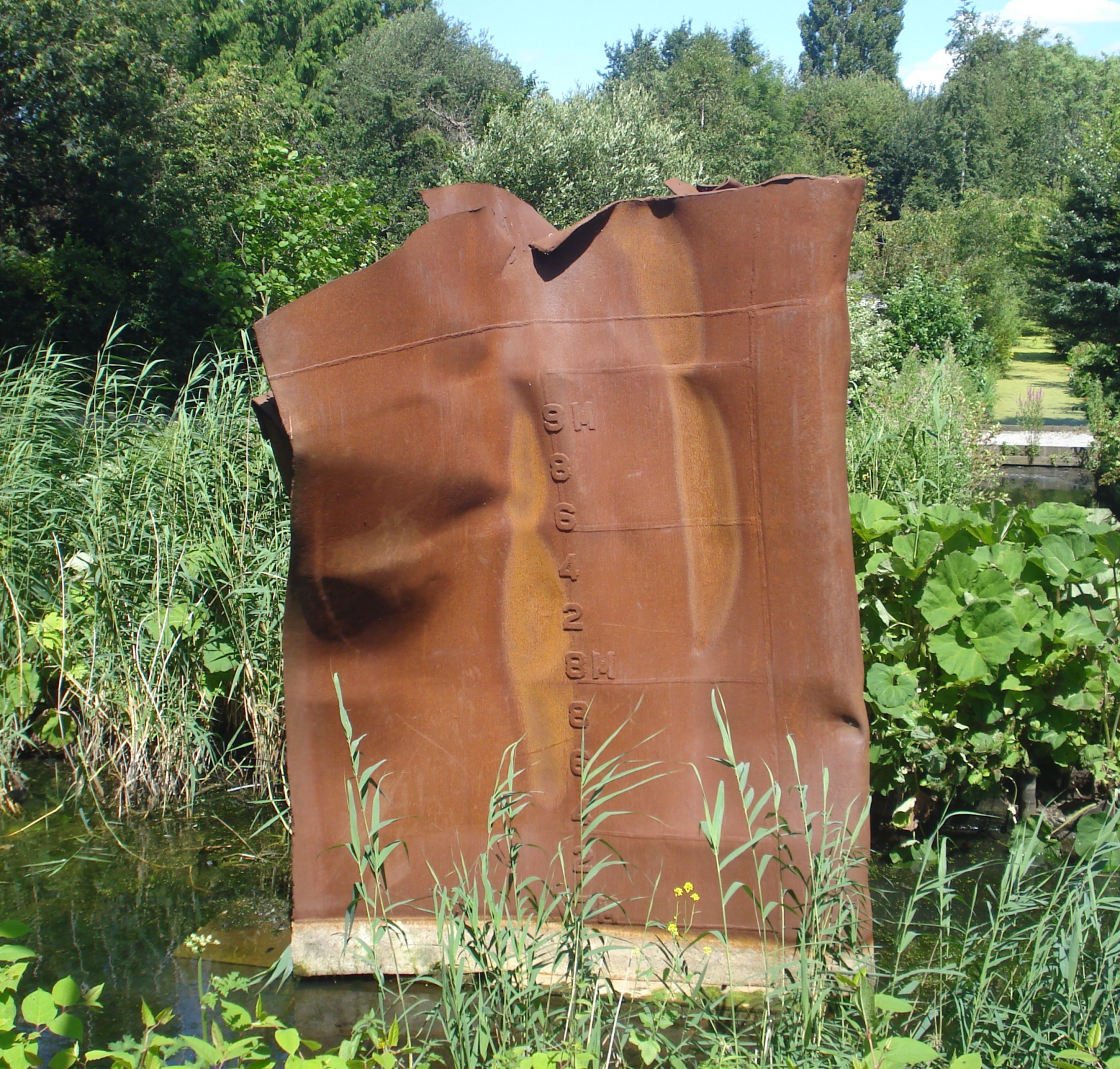
Herbert Nouwens - Brettensuite8
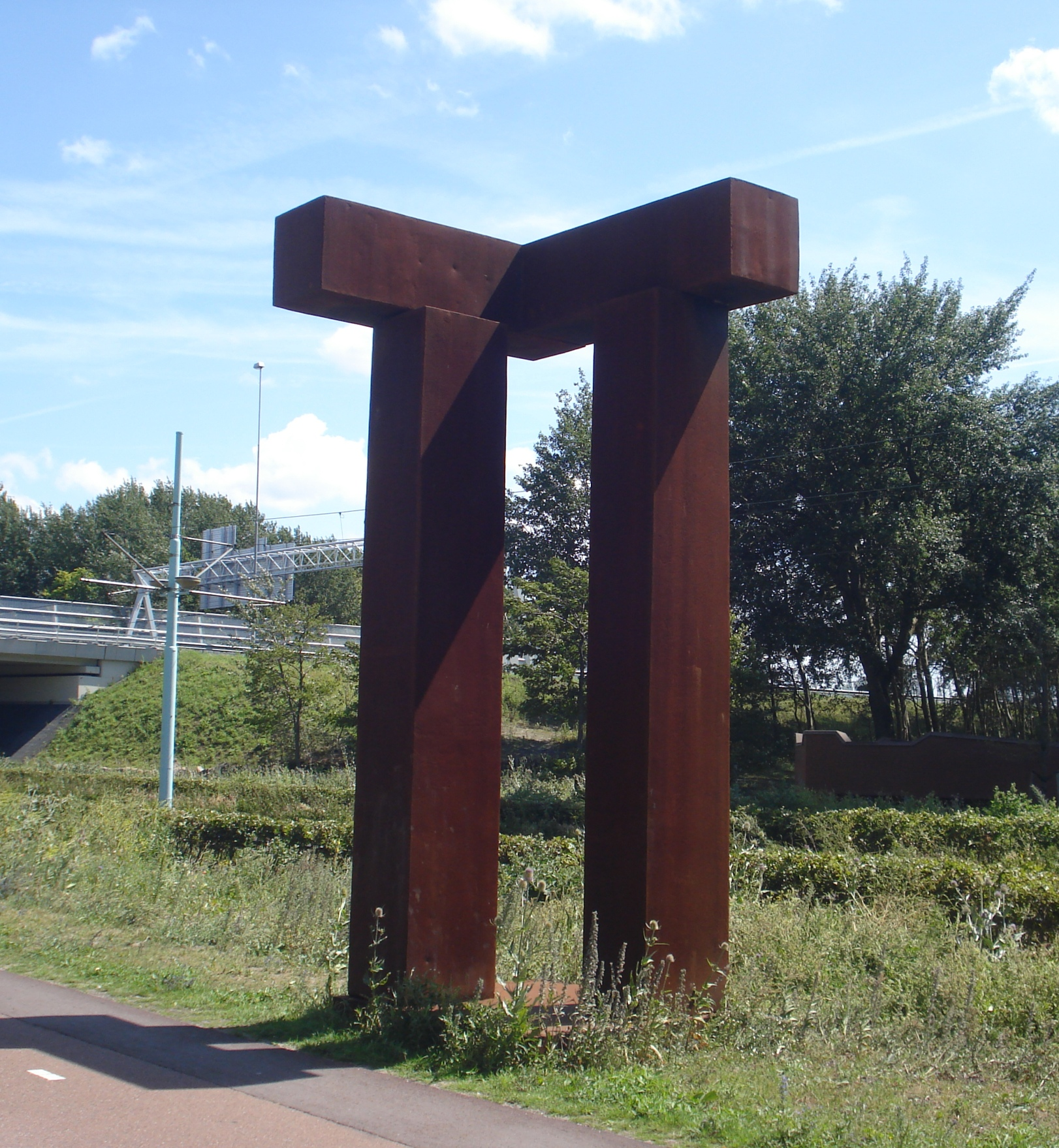
Herbert Nouwens - Brettensuite9
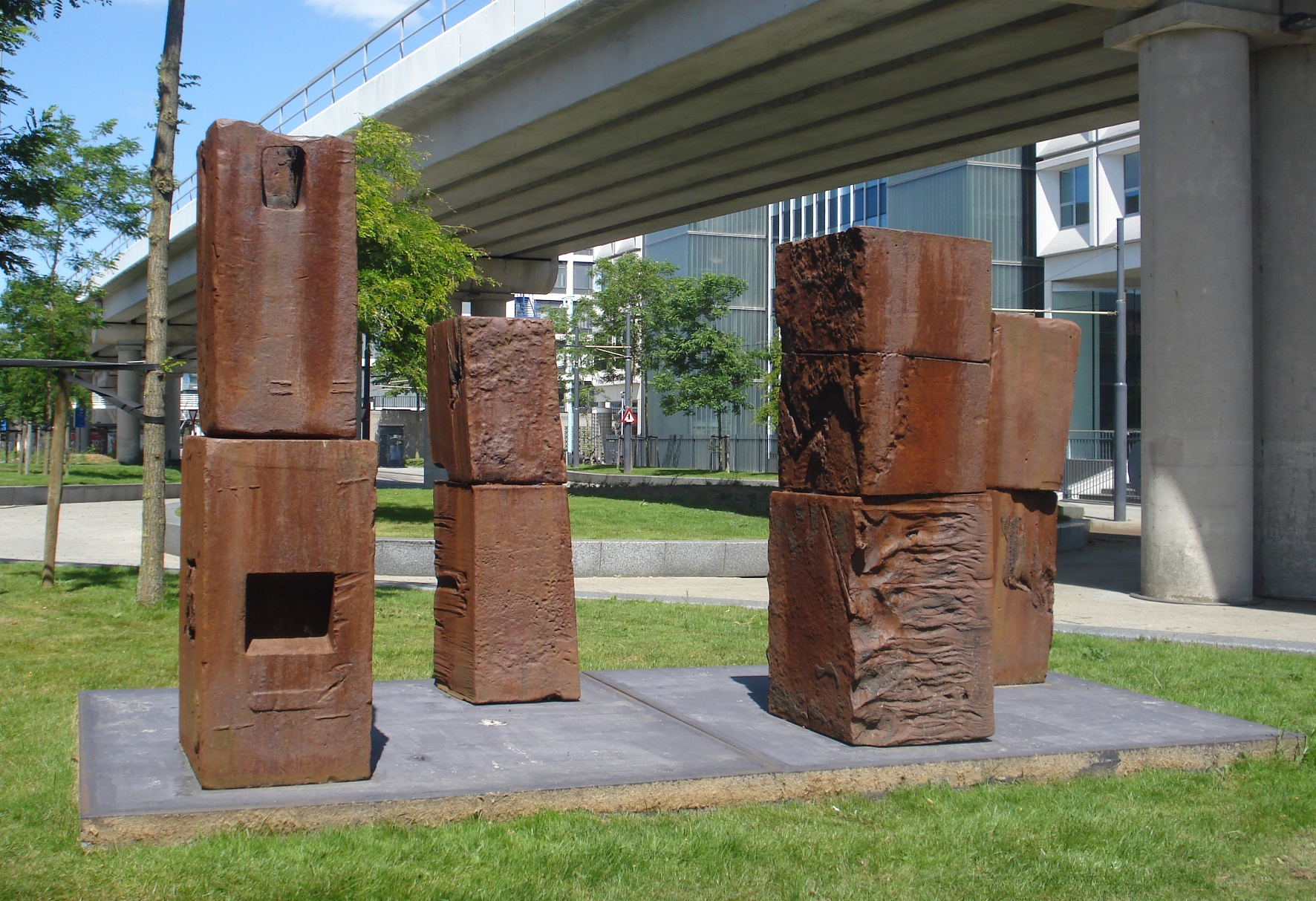
Herbert Nouwens - Brettensuite10
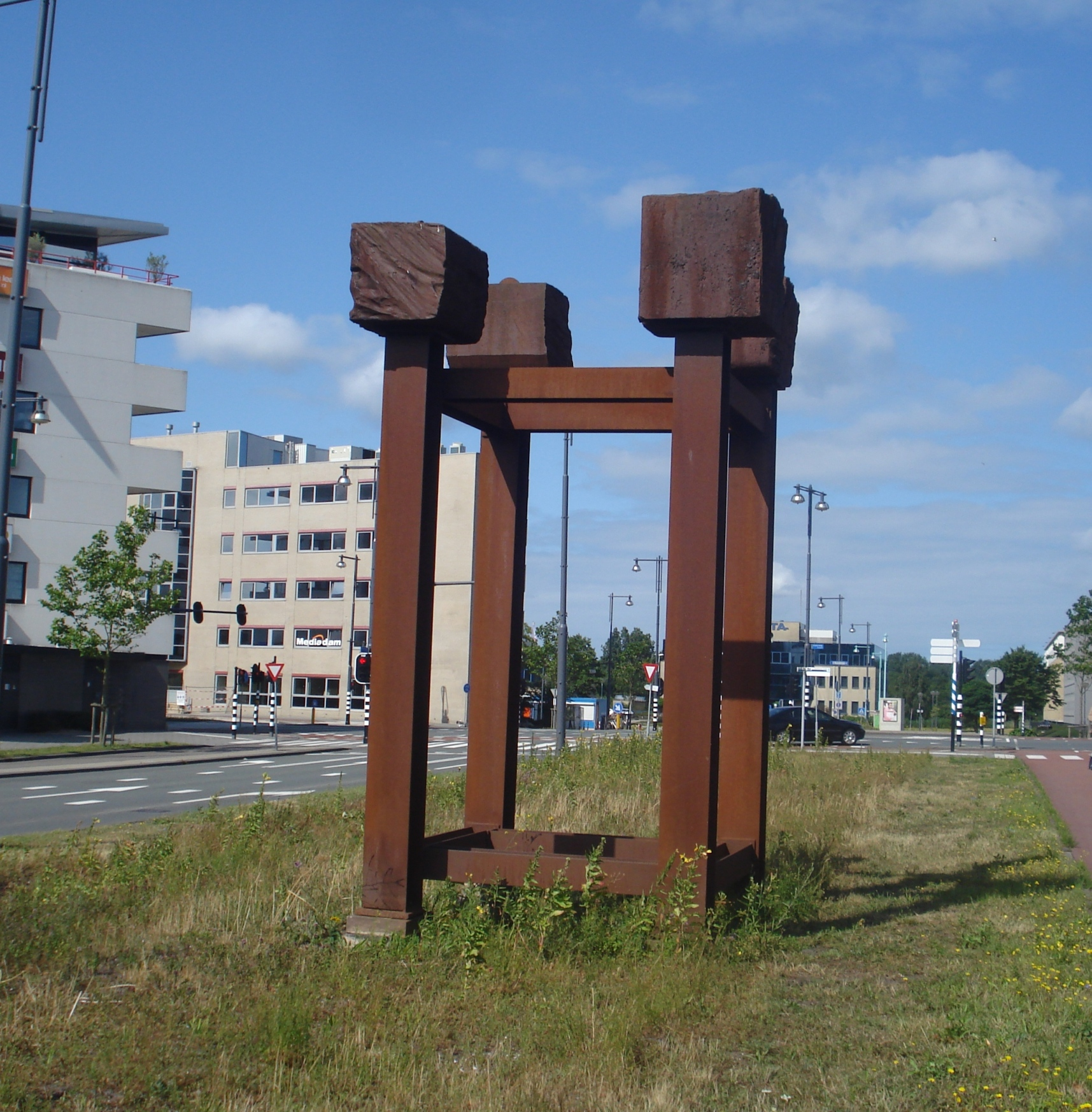
Herbert Nouwens - Brettensuite11
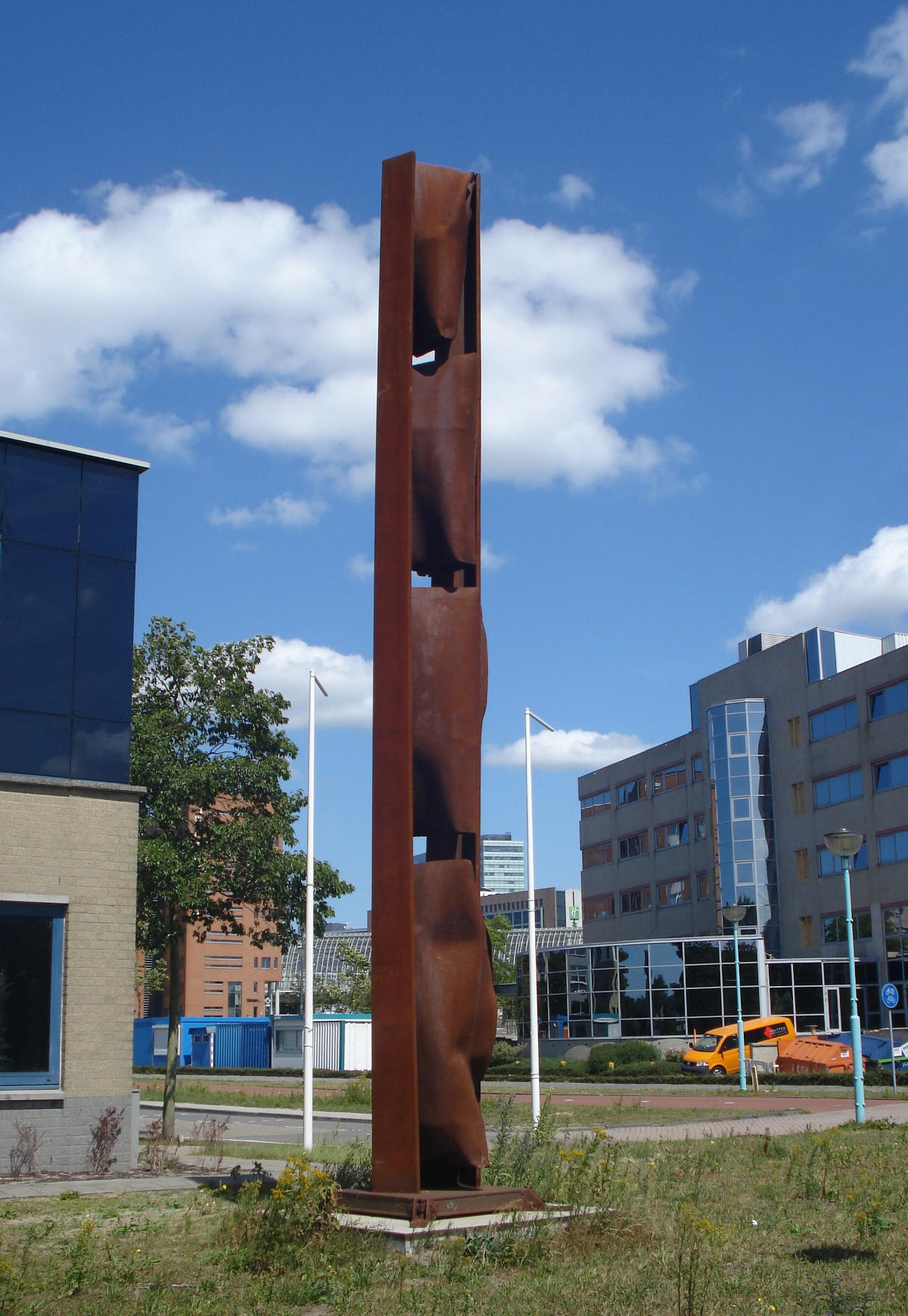
Herbert Nouwens - Brettensuite12
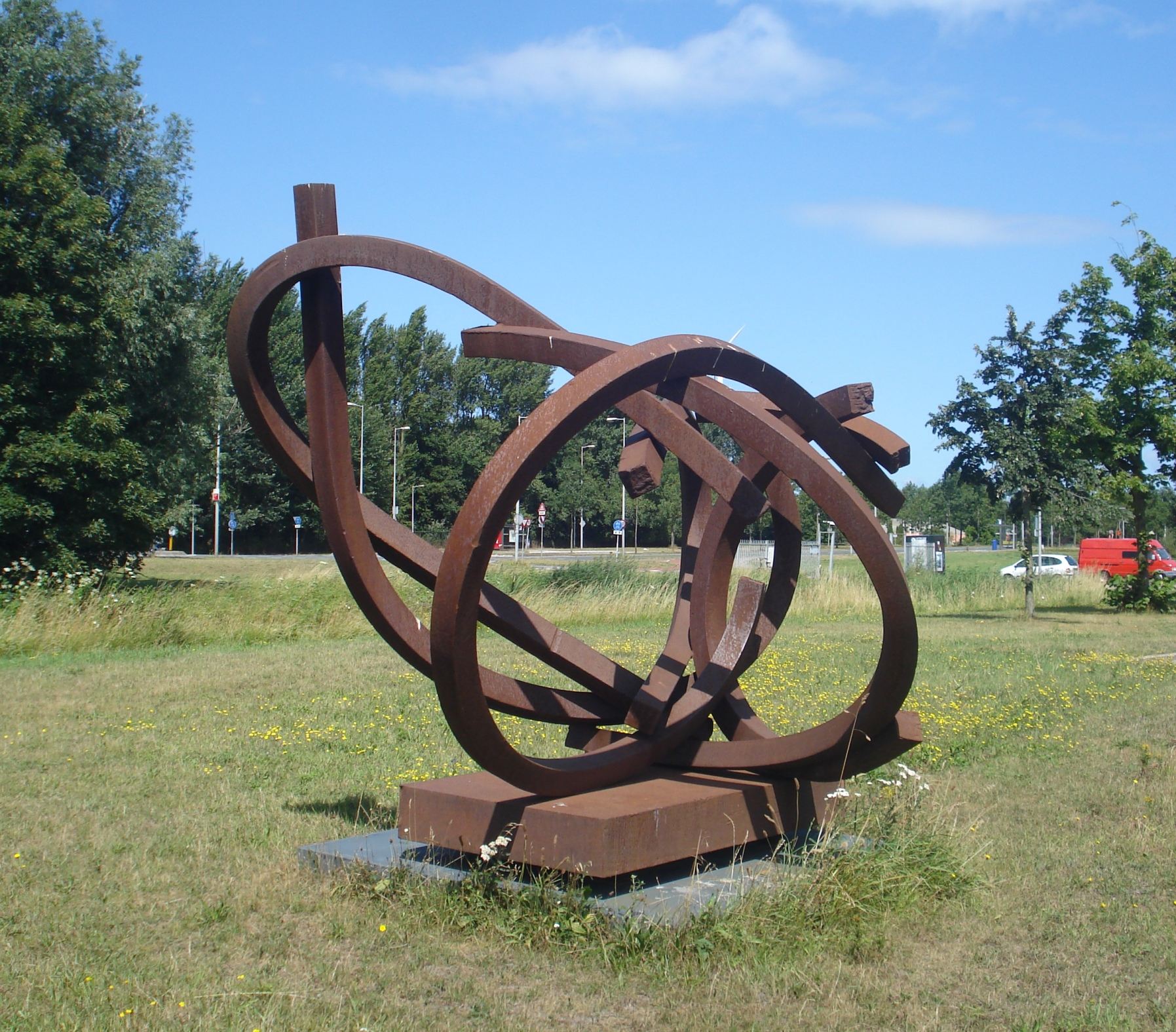
Herbert Nouwens - Brettensuite13
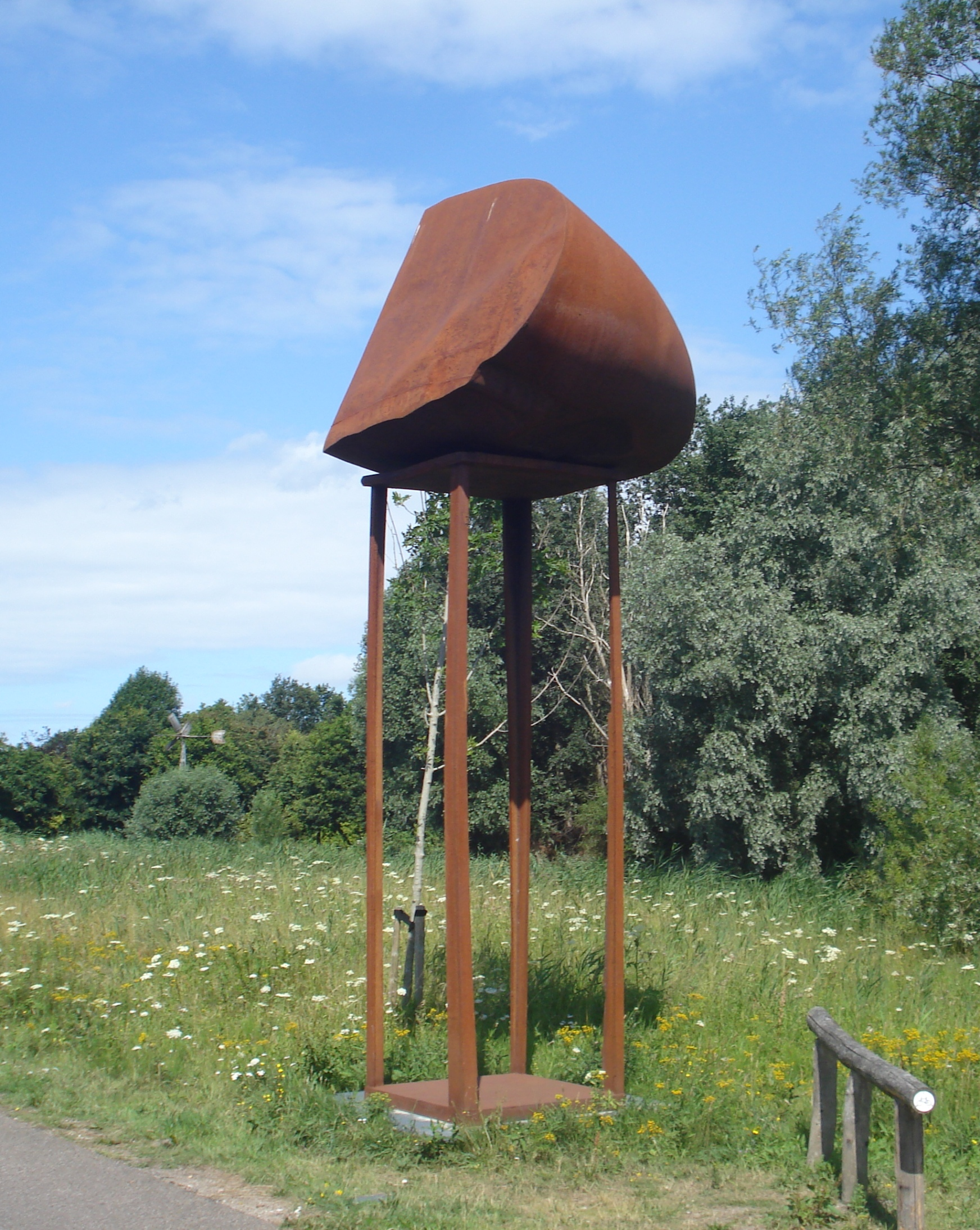
Herbert Nouwens - Brettensuite14
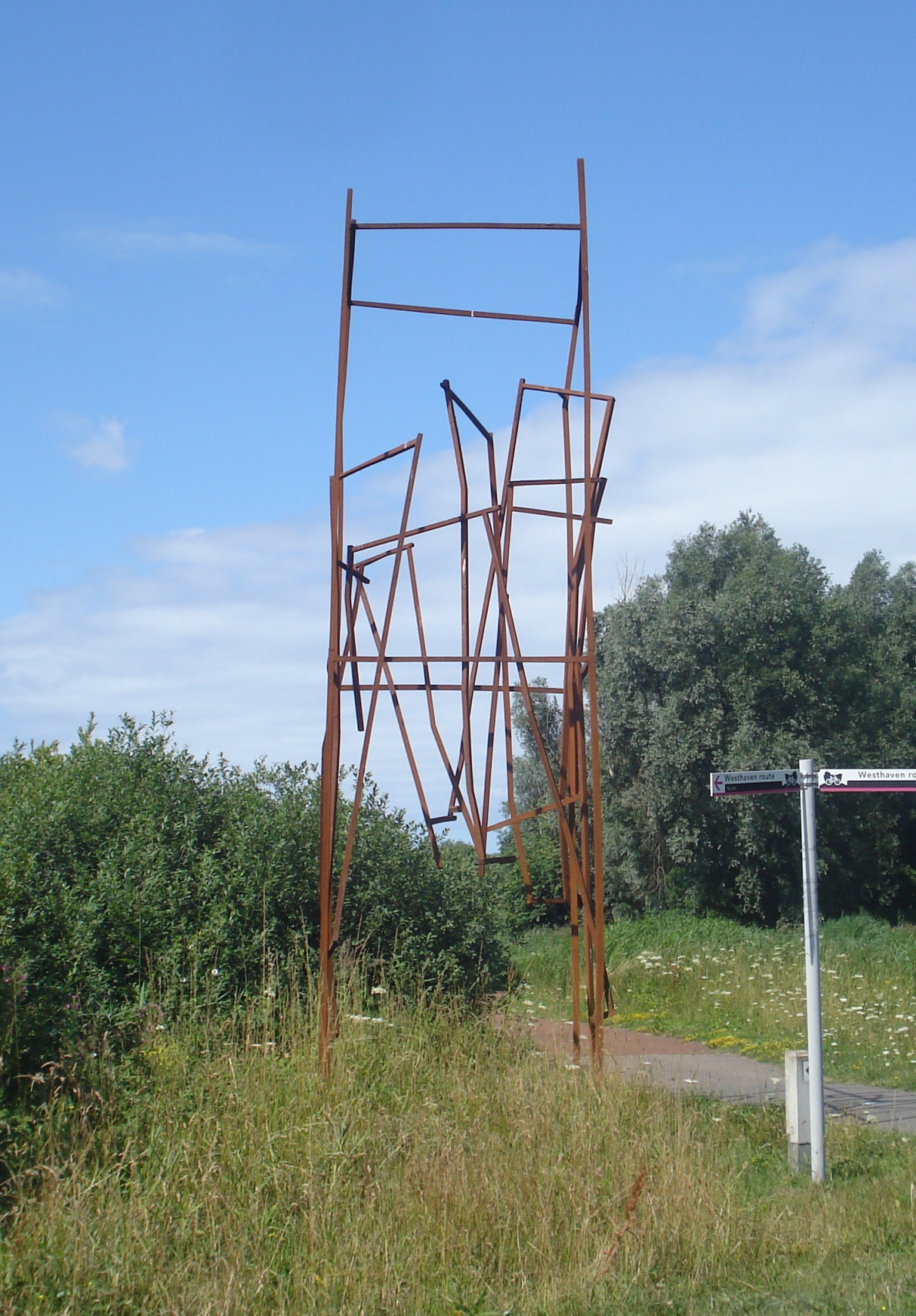
Herbert Nouwens - Brettensuite15
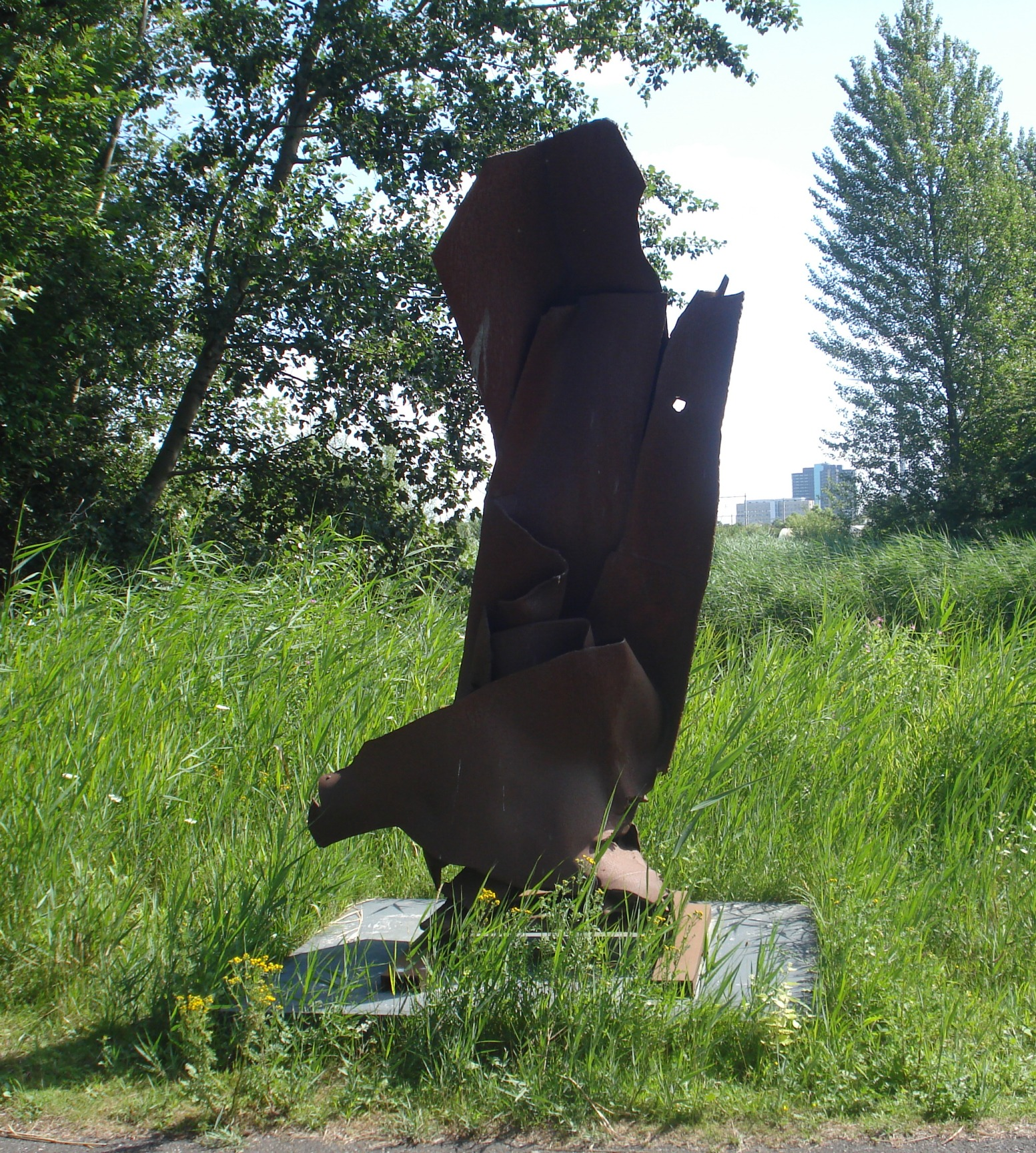
Herbert Nouwens - Brettensuite16
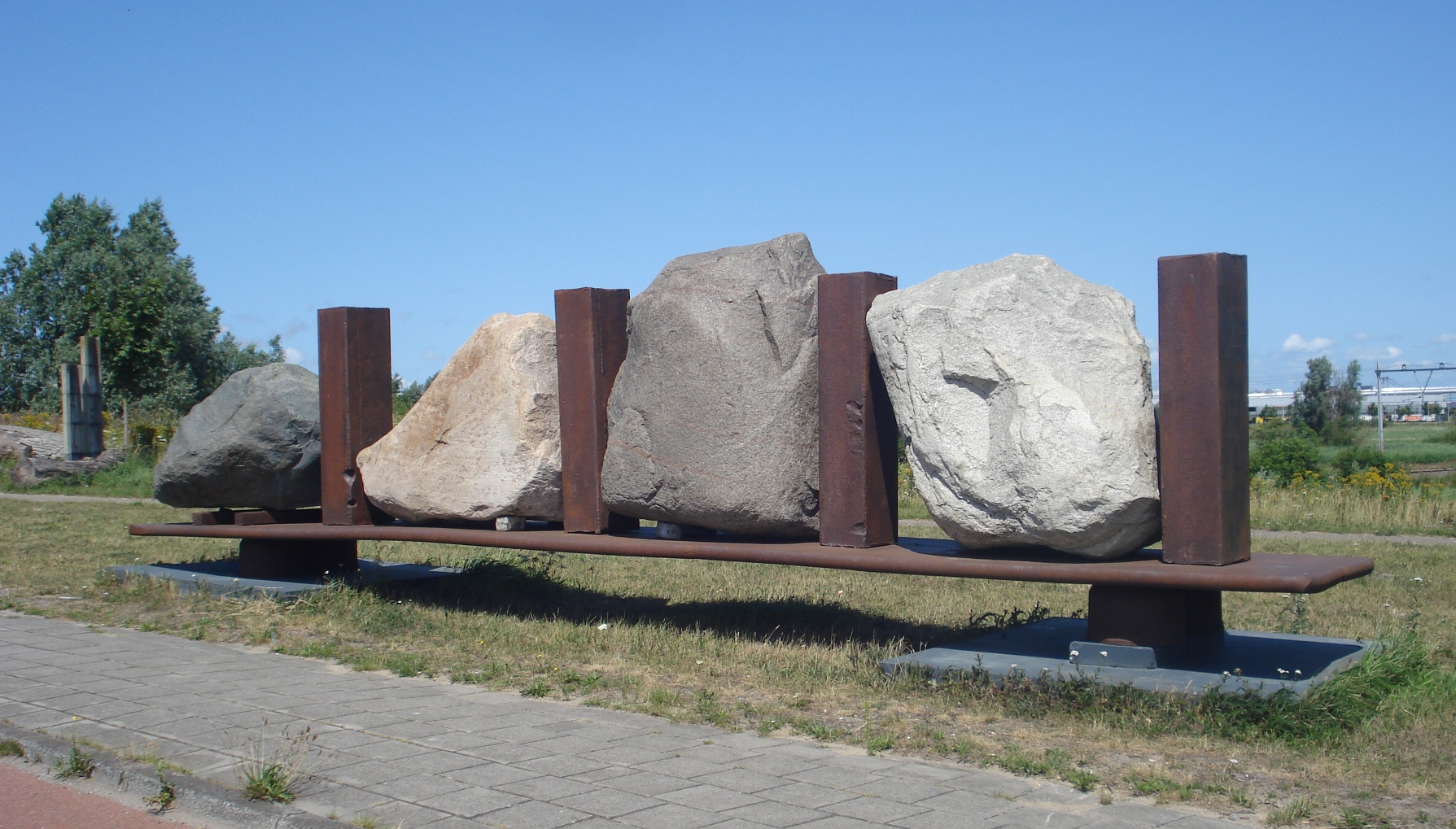
Herbert Nouwens - Brettensuite17
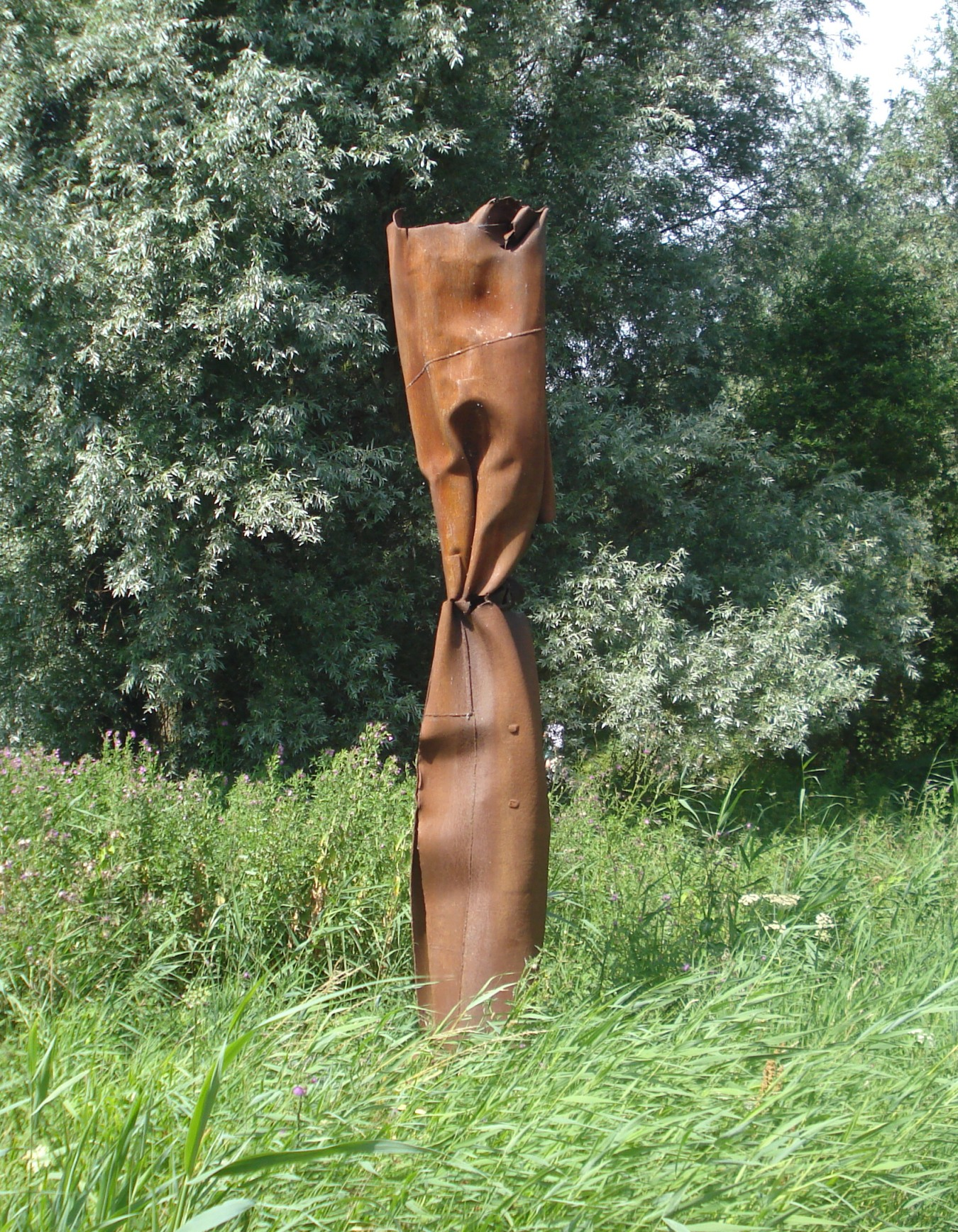
Herbert Nouwens - Brettensuite18
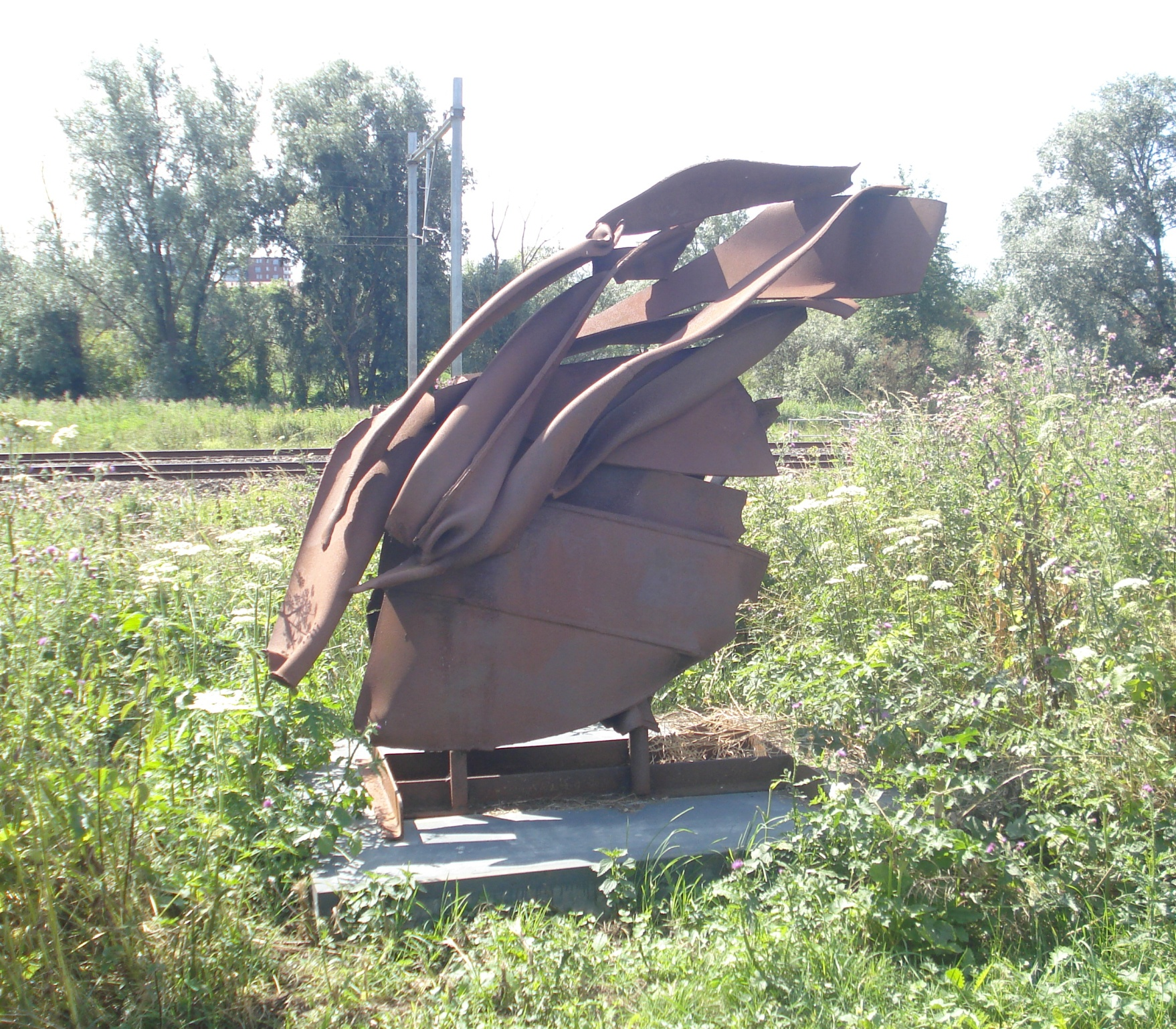
Herbert Nouwens - Brettensuite19
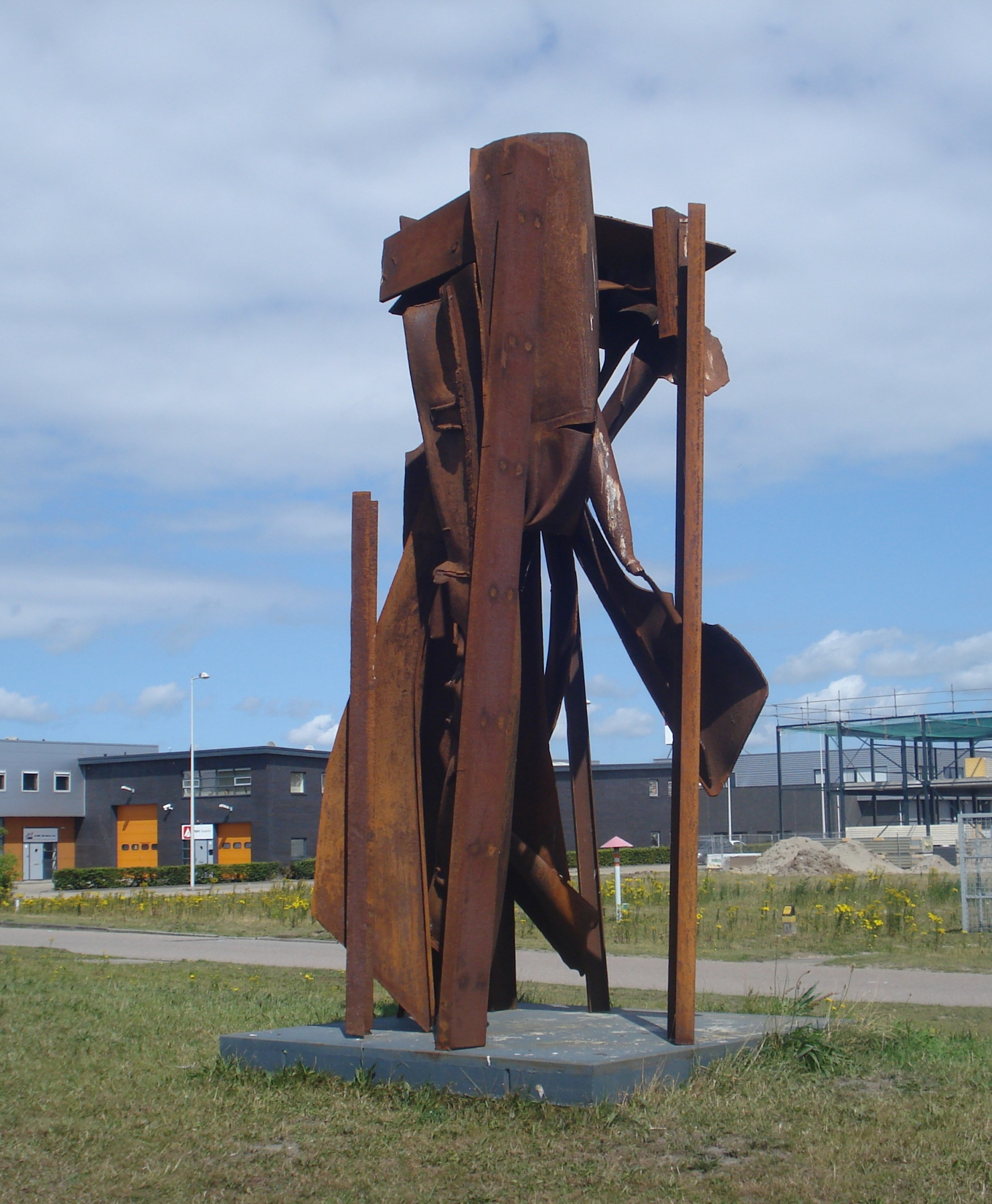
Herbert Nouwens - Brettensuite20